# Music’s Taking Over
Music’s Taking Over – singel The Jacksons z albumu Goin' Places wydany w 1977 roku tylko w Wielkiej Brytanii.

## Lista utworów
1. Music’s Taking Over
2. Man Of War